# Чиппендейл, Гарри
Га́рри Чи́ппендейл (англ. Harry Chippendale; 2 октября 1870 — 29 сентября 1952) — английский футболист, правый крайний нападающий. Выступал за клубы «Нельсон», «Аккрингтон» и «Блэкберн Роверс», также провёл 1 матч за национальную сборную Англии.

## Футбольная карьера
Уроженец Блэкберна, Чиппендейл начал футбольную карьеру в клубе «Нельсон». В сезоне 1889/90 выступал за «Аккрингтон», но сыграл за клуб в официальных матчах. С 1891 по 1897 год выступал за «Блэкберн Роверс». Его дебют за «Роверс» состоится 26 сентября 1891 года в матче против «Бернли» (ничья 3:3). Последнюю игру за клуб провёл 27 марта 1897 года: это был матч против «Бери», в котором «Блэкберн Роверс» проиграл со счётом 0:3.
3 марта 1894 провёл свой единственный матч за национальную сборную Англии, выйдя на позиции правого крайнего нападающего в игре Домашнего чемпионата против сборной Ирландии на стадионе «Солитьюд» в Белфасте. Игра завершилась вничью со счётом 2:2.
После завершения карьеры игрока работал лайнсменом в Футбольной лиге вплоть до ноября 1908 года. Также работал на ткацкой фабрике Brookhouse Mill в Блэкберне, позднее став её управляющим. Вышел на пенсию на январе 1927 года, умер в сентябре 1952 года.